# Funambulus palmarum
Funambulus palmarum е вид бозайник от семейство Катерицови (Sciuridae).

## Разпространение
Видът е разпространен в Индия и Шри Ланка.